# Аллакули
Аллакули (1794—1842), годы правления 1825—1842, пятый правитель из узбекской династии кунгратов в Хивинском ханстве.

## Биография
В 1825 году после смерти Мухаммад Рахим-хан I (1806—1825) к власти в Хивинском ханстве пришел его сын Аллакули.

## Внутренняя политика
При правлении Аллакули-хана продолжалась политика по усилению централизации государства. В 1828 году было подавлено восстание племен сарыков.
Аллакули-хан продолжал политику по восстановлению экономики страны. В период его правления в Хорезме проводились большие ирригационные работы. В 1830—1831 годах был построен канал к Куня-Ургенчу.
Аллакули-хан живо интересовался событиями в мире и изучал иностранные языки. В отличие от всех современных ему среднеазиатских правителей, он свободно читал и писал на русском языке.
Аллакули-хан в союзе с Кокандским ханством неоднократно нападал на Бухарский эмират. Он совершил пять походов на Хорасан.

## Внешняя политика
При правлении Аллакули-хана поддерживались дипломатические отношения с Россией, Османской империей, Великобританией, Ираном, Афганистаном.
В 1840 году в Хиве побывали английские посланники Дж. Аббот и Р. Шекспир.
После некоторого охлаждения отношений в 1840 году в Санкт-Петербург был отправлен хивинский посланник Атанияз ходжа Реис муфтий.
В 1841 году в Хиву прибыла российская миссия во главе с капитаном Никифоровым.
В 1842 году император Николай I в Петербурге принял хивинских послов Ваисбай Ниязова и Ишбай Бабаева.

## Политика в области культуры
В эпоху правления Аллакули-хана в Хиве были построены Дворец Таш-Хаули (1830—1832), медресе (1834—1835), караван-сарай (1832—1833), тим (торговый купол), мечети Саитбай, Ак-мечеть и др.
В 1842 году Хива была обведена шестикилометровой внешней стеной (Дишан-кала), которую построили за 30 дней.
В эпоху правления Аллакули-хана в Хиве творили такие поэты как Мунис Хорезми, Роджих, Дилавар, Саид Мирза Джунайд, Мирза Масихо. Историки Мунис Хорезми и Агахи писали историю Хорезма.
После смерти Аллакули-хана власть в Хорезме перешла к его сыну Рахимкули хану (1842—1845).